# Medlovice (ort i Tjeckien, Zlín)
Medlovice är en ort i Tjeckien.   Den ligger i distriktet Okres Uherské Hradiště och regionen Zlín, i den östra delen av landet, 240 km sydost om huvudstaden Prag. Medlovice ligger 314 meter över havet och antalet invånare är 482.
Terrängen runt Medlovice är platt åt sydost, men åt nordväst är den kuperad.Runt Medlovice är det tätbefolkat, med 257 invånare per kvadratkilometer. Närmaste större samhälle är Uherské Hradiště, 13,9 km öster om Medlovice. Trakten runt Medlovice består till största delen av jordbruksmark.